# Мбому (префектура)
Мбо́му (фр. Mbomou; санго Sêse tî kömändâ-kötä tî Mbömü) — префектура на юго-востоке Центральноафриканской Республики.
- Административный центр — город Бангасу.
- Площадь — 61 150 км², население — 132 740 человек (2003 год).

## География
На юге границей префектуры являются реки Мбому и Убанги, по которым также проходит граница между с Демократической Республикой Конго. На западе граничит с префектурой Нижнее Котто, на севере с префектурой Верхнее Котто, на востоке с префектурой Верхнее Мбому. С севера на юг всю территорию пересекают реки Мбари и Шинко, являющиеся притоками реки Мбому, давшей название префектуре. На территории Мбому, на реке Котто также находится водопад Кембе (приблизительно в 80 километрах от центра провинции Бангассу). На северо-востоке префектуры находится южная часть природного заповедника Земонго.

## Субпрефектуры
- Бакума
- Бангассу
- Гамбо-Уанго
- Рафай